# Placodus
Il placodo (gen. Placodus) è un rettile marino estinto, appartenente ai placodonti. Visse nel Triassico medio (circa 245 – 237 milioni di anni fa) e i suoi resti fossili sono stati ritrovati in Europa (principalmente in Germania) e in Cina. Era caratterizzato da un'insolita dentatura.

## Descrizione
Questo animale poteva superare i due metri di lunghezza. Il corpo era tozzo, a forma di botte, con collo corto e arti diretti lateralmente come quelli di un rettile di terraferma. Le zampe possedevano cinque dita, dotate probabilmente di membrane interdigitali. La coda era allungata e compressa lateralmente.
Il cranio di Placodus era molto robusto, e negli esemplari adulti le ossa nasali, frontali e parietali erano fuse fra loro. Due serie di denti non appuntiti sporgevano nella parte anteriore della mascella e della mandibola. I denti posteriori erano invece larghi e appiattiti, di forma emisferica. Anche il palato era ricoperto di grandi denti bulbosi. Questa formidabile batteria di denti era messa in azione da muscoli masticatori potenti che potevano inserirsi attraverso le due fenestrature presenti nella parte posteriore del cranio per aumentare la potenza del morso. 

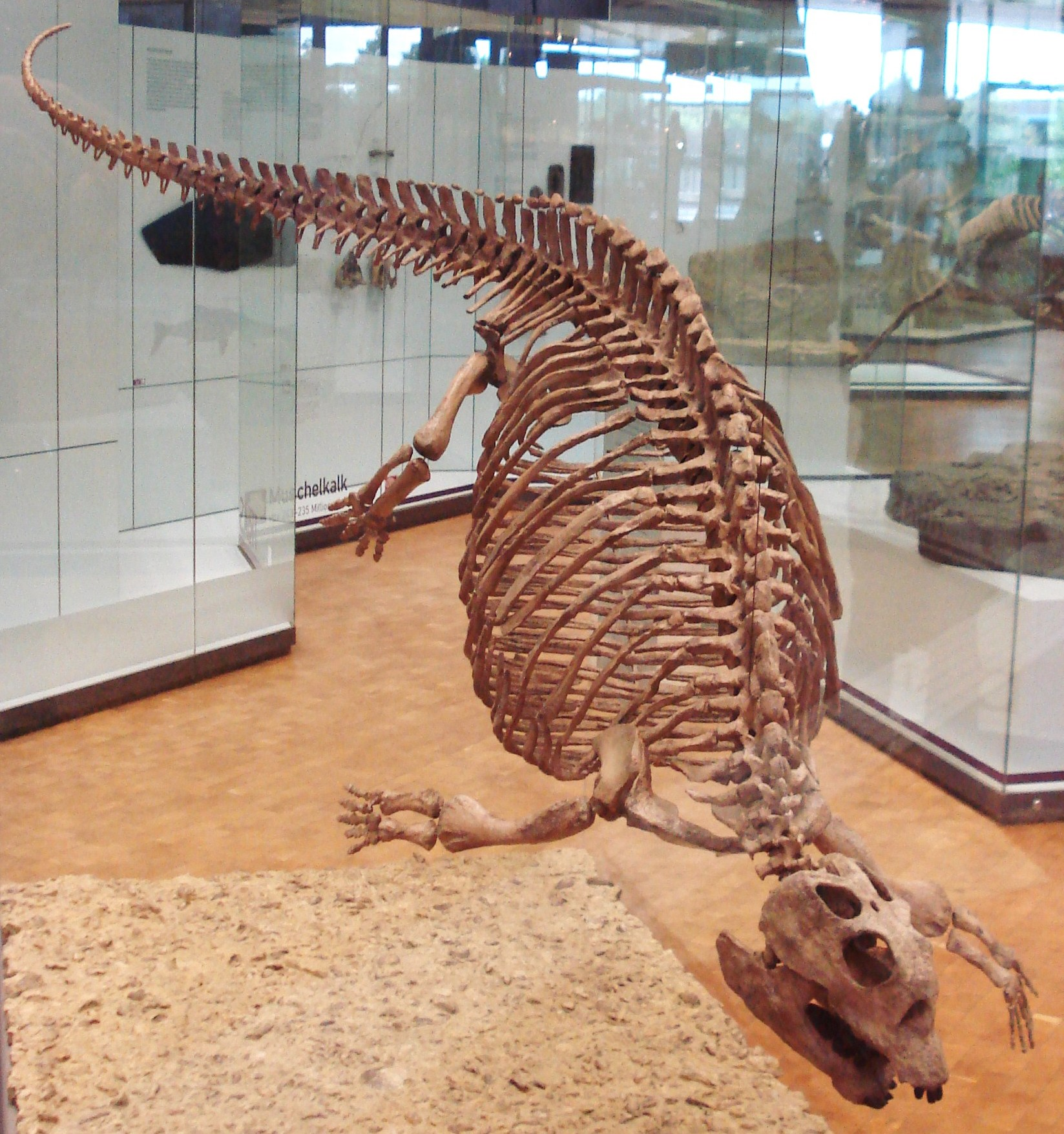
Scheletro di Placodus gigas - Staatliches Museum für Naturkunde, Stoccarda.

Il corpo a forma di botte era retto da una colonna vertebrale notevolmente rigida, dovuta alla particolare articolazione delle vertebre, con i processi vertebrali che si intersecavano fra loro. Il ventre di Placodus era protetto da una robusta armatura formata dalle costole ventrali (gastralia), piegate a un angolo quasi retto, che conferivano al tronco dell'animale una struttura “a scatola”. Le costole erano anch'esse particolarmente robuste. Una serie di protuberanze ossee (osteodermi) si ergeva dorsalmente lungo la colonna vertebrale e forniva una certa protezione all'animale. Corazze protettive assai più sviluppate si osservano in placodonti successivi.

## Classificazione

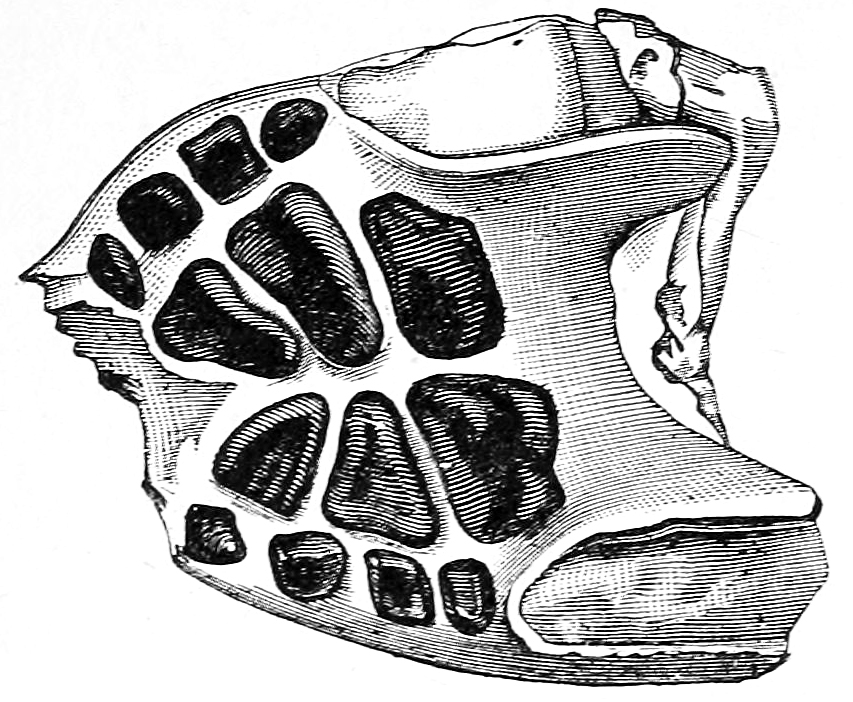
Illustrazione del fossile della superficie inferiore di mascella e palato di Placodus gigas.

Placodus è stato descritto per la prima volta nel 1833 da Louis Agassiz, il quale ritenne che i resti frammentari (ossa del palato con denti piatti e bulbosi) fossero da attribuire a grandi esemplari di pesci picnodonti. Solo nel 1858 Richard Owen riconobbe che Placodus era in realtà un rettile dalla dentatura insolita, suggerendo una parentela con i saurotterigi. Successivamente altri autori hanno messo in dubbio questa classificazione, ma attualmente la maggior parte degli studiosi ritiene che Placodus e i suoi stretti parenti (i placodonti) siano effettivi rappresentanti dei saurotterigi, che comprendono anche i plesiosauri dal lungo collo.
Placodus dà il nome all'intero ordine dei placodonti, ma l'unico animale di aspetto davvero affine era Paraplacodus, considerato attualmente il più basale tra i placodonti. I membri più derivati sono invece classificati nel gruppo dei ciamodontidi (Cyamodontoidea), dall'aspetto simile a quello delle tartarughe. Placodus è attualmente ritenuto una forma intermedia tra Paraplacodus e i ciamodonti (come Cyamodus). 

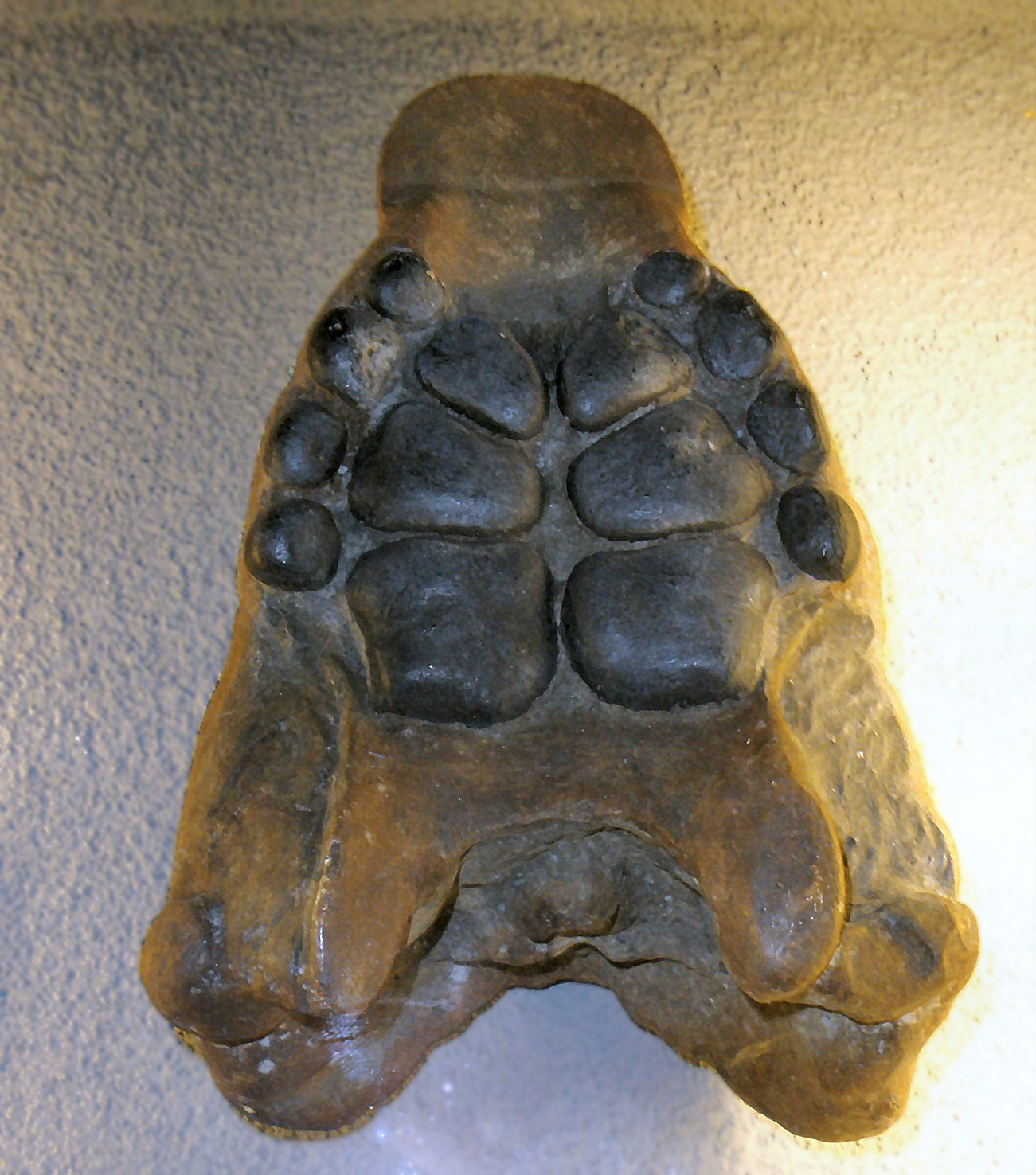
Superficie inferiore della mascella e del palato di Placodus gigas.

La specie tipo, Placodus gigas, è anche la più conosciuta e i suoi fossili si ritrovano principalmente in Germania (ma anche in Italia, Paesi Bassi, Polonia, Francia). Altre specie attribuite a Placodus sono P. antiquior, descritto da Friedrich von Huene nel 1936 e da alcuni ritenuto un sinonimo di P. gigas, e P. inexpectatus, i cui fossili sono stati ritrovati in Cina e testimoniano l'ampia diffusione di questo genere lungo le coste dell'antico oceano Tetide (Jiang et al., 2008). Altri resti di Placodus scoperti in Romania potrebbero essere identici alla forma cinese (Diedrich, 2010). 

## Paleoecologia e paleobiologia
Placodus non presentava eccezionali adattamenti alla vita acquatica, ma era in ogni caso un animale legato alla vita marina. Si spostava principalmente grazie agli arti anteriori e a movimenti ondulatori della coda lunga e appiattita lateralmente, mentre il corpo a forma di botte era rigido. 

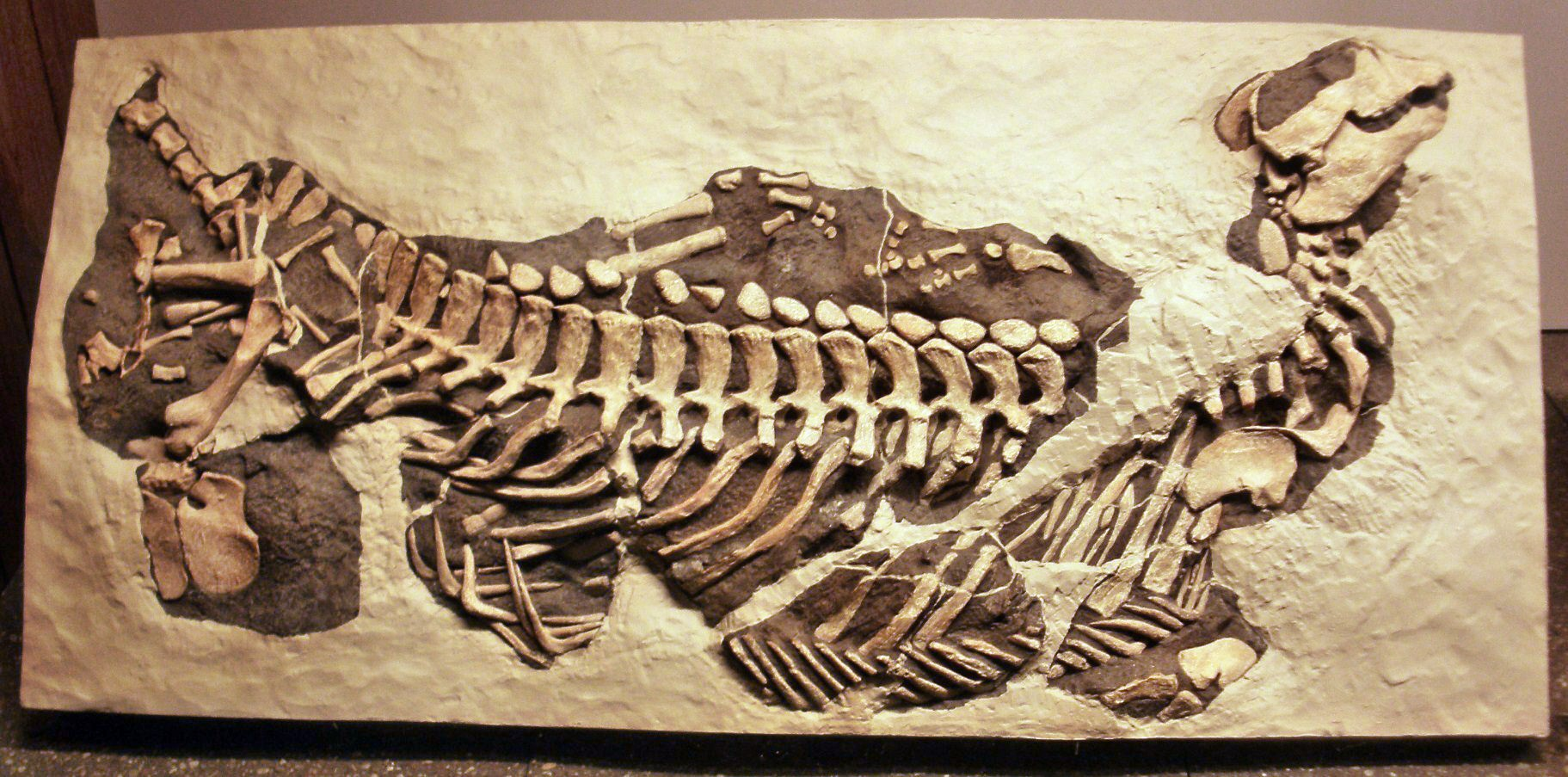
Fossile di Placodus gigas - Senckenberg Museum, Francoforte.

Gran parte degli studiosi ritiene che Placodus fosse un animale durofago, ovvero che si cibava di molluschi presenti sul fondale, i cui gusci venivano frantumati dai grandi denti bulbosi (Rieppel, 1995). I denti anteriori simili a incisivi, invece, potrebbero essere stati utilizzati per staccare i molluschi dal fondo. Alcuni squali attuali, come lo squalo di Port Jackson Heterodontus portusjacksoni (che si nutre di molluschi, ricci di mare, crostacei) hanno una dentatura dello stesso tipo.
Una ricerca del 2010 ha invece suggerito che Placodus non si cibava di molluschi, bensì di tenere piante marine e di alghe (Diedrich, 2010). Secondo l'autore dello studio, infatti, la struttura delle mascelle e dei denti e la morfologia dello scheletro farebbero pensare ai mammiferi sireni dell'Era Cenozoica, come Halitherium. L'ipotesi sarebbe comprovata dalla mancanza di ritrovamenti fossili di molluschi nella regione dello stomaco di Placodus. Diedrich ha inoltre suggerito che, come i sireni attuali, questi rettili vivessero in grandi gruppi, “brucando” sul fondale marino.
L'analisi istologica del femore, infine, indica che Placodus cresceva in tempi relativamente brevi per raggiungere le dimensioni di un esemplare adulto (de Buffrénil e Mazin, 1992).